# The Man Who
The Man Who – drugi album studyjny szkockiego zespołu Travis grającego indie rock, który przyniósł zespołowi międzynarodową sławę. Pierwszy raz wydany został późną wiosną 1999, zdobywając pierwsze miejsce w UK albums chart i ósme w Australii. Pomógł również wygrać zespołowi Brit Awards w 2000 roku, i w tym samym roku został wydany ponownie w Kanadzie, z "Why Does It Always Rain on Me?" jako pierwszym singlem, zamiast "Writing To Reach You", które było pierwszym singlem z tego albumu w UK. Album jest dedykowany Stanleyowi Kubrickowi.
W 2000 roku "Q" umieścił album na 54. miejscu swojej listy 100 najlepszych albumów wszech czasów.
The Man Who co 13 tygodni od wydania albumu odnotowywał radykalne zmiany:
- 13 tygodni – spadł na niższą pozycję na top listach na miejsce 19 po wejściu na miejsce 5.
- 26 tygodni – zajmuje 1 miejsce;
- 39 tygodni – sprzedaż przekracza milion egzemplarzy i album wraca na 1 miejsce po sukcesie na Brit Awards;
- 52 tygodni – sprzedaż przekracza 2 miliony egzemplarzy .

## Pochodzenie tytułu
Tytuł albumu jest odniesieniem do książki Olivera Sacka, The Man Who Mistook His Wife for a Hat (Mężczyzna, który pomylił swoją żonę z kapeluszem).

## Lista utworów
1. "Writing to Reach You" – 3:41
2. "The Fear" – 4:12
3. "As You Are" – 4:14
4. "Driftwood" – 3:33
5. "The Last Laugh of the Laughter" – 4:19
6. "Turn" – 4:23
7. "Why Does It Always Rain on Me?" – 4:24
8. "Luv" (Healy-Seymour) – 4:55
9. "She's So Strange" – 3:15
10. "Slide Show" – 10:31
  - Zawiera ukryty utwór "Blue Flashing Light"
  - Początkowe wydanie w  USA zawiera dodatkowe ukryte utwory "20" i "Only Molly Knows"
  - W Irlandii edycja limitowana zawiera utwór 'Coming Around' (8 na liście) i dodatkowe EP z trzema akustycznymi utworami.

## Wykonawcy
- Francis Healy – wokal, gitara
- Andy Dunlop – gitara
- Dougie Payne – gitara basowa
- Neil Primrose – perkusja